# Holiday (The Magnetic Fields)
Holiday è il quarto album in studio del gruppo musicale statunitense The Magnetic Fields, pubblicato nel 1994.

## Tracce
1. BBC Radiophonic Workshop – 0:22
2. Desert Island – 3:34
3. Deep Sea Diving Suit – 2:05
4. Strange Powers – 2:41
5. Torn Green Velvet Eyes – 4:22
6. The Flowers She Sent and the Flowers She Said She Sent – 2:26
7. Swinging London – 2:35
8. In My Secret Place – 1:41
9. Sad Little Moon – 2:12
10. The Trouble I've Been Looking For – 2:23
11. Sugar World – 3:19
12. All You Ever Do Is Walk Away – 2:06
13. In My Car – 2:57
14. Take Ecstasy with Me – 3:30

## Musicisti
- Stephin Merritt - voce, tutti gli strumenti
- Sam Davol - violoncello
- Claudia Gonson